# Virtuálky 2
Virtuálky 2 (2010) je MP3 album českého písničkáře Jaromíra Nohavici. Je poskytnuto pro volné šiření na internetu.
Skladby byly premiérově zveřejňovány v období od 1. února do 6. června 2010 vždy v pondělí na serveru www.virtually.cz pod názvem Virtuálky.. Byly nahrány v Ostravě (kromě: č. 7 – Warszawa, č.18 – Holešov). Při tvorbě pociťoval Nohavica radost z navázání na Josefa Kainara a jeho „rozhlásky“, rychle psané veršované aktuality. Inspirací pro Moskevskou virtuálku (č. 10) byla první cesta do Moskvy. Tato skladba, spolu s Telegramem (č. 12), si našla místo i na dalším albu Tak mě tu máš. Písně z celé třídílné sady Virtuálek jsou zahrnuty do zpěvníku Komplet 2 (2013).

## Seznam skladeb
Autorem všech skladeb je Jaromír Nohavica (kromě č. 3 – hudba: řecká zlidovělá).
| Pořadí | Název                                            | Délka |
| ------ | ------------------------------------------------ | ----- |
| 1.     | Kdo to zvoní… (1.2.2010)                         | 1:29  |
| 2.     | Když se myjou schody (7.3.2010)                  | 1:20  |
| 3.     | Řecký mejdan (15.2.2010)                         | 1:12  |
| 4.     | Zaplatí to děcka (16.5.2010)                     | 1:21  |
| 5.     | Modré čepice (28.2.2010)                         | 1:27  |
| 6.     | Člověku často se v životě zdá (18.4.2010)        | 1:17  |
| 7.     | Českopolská (23.5.2010)                          | 1:26  |
| 8.     | Růže mezi trny (2.5.2010)                        | 1:16  |
| 9.     | Některá zvířata (14.3.2010)                      | 1:48  |
| 10.    | Moskevská virtuálka (10.5.2010)                  | 1:17  |
| 11.    | Letěly bacily (8.2.2010)                         | 1:27  |
| 12.    | Telegram (5.4.2010)                              | 1:45  |
| 13.    | Dneska prostě po celý den bylo hezky (25.4.2010) | 1:21  |
| 14.    | Na Bedřišce (21.3.2010)                          | 1:41  |
| 15.    | Čápi (28.3.2010)                                 | 1:11  |
| 16.    | Kolovrátek (22.2.2010)                           | 1:30  |
| 17.    | Povolební (30.5.2010)                            | 0:36  |
| 18.    | Tečka (6.6.2010)                                 | 0:54  |

Skladby jsou na albu řazeny jinak, než byla původní posloupnost zveřejňování.

## Obsazení
- Jaromír Nohavica – zpěv, kytara

Host
- Robert Kuśmierski – akordeon (č. 7)